# Antoku
Imperador Antoku (安 徳 天皇, Antoku-tennō, 22 de dezembro de 1178 — 25 de abril de 1185) foi o 81°  Imperador do Japão, de acordo com a lista tradicional de sucessão. Seu reinado durou 5 anos de 1180 até 1185. Durante este período, a família imperial esteve envolvida em uma amarga luta entre clãs rivais. Yoritomo, junto ao seu primo Yoshinaka, lideraram uma força do Clã Minamoto contra o Clã Taira, a quem o imperador apoiava. Durante a batalha naval de Dan-no-ura em março 1185, um membro da família real pegou Antoku e mergulhou com ele nas águas do Estreito de Shimonoseki, afogando o imperador ainda criança ao invés de permitir que ele fosse capturado pelas forças inimigas. O conflito entre os clãs gerou inúmeras lendas e contos. A localização da tumba de Antoku não é precisa dizem que está localizada em vários lugares ao redor do oeste do Japão, incluindo a ilha de Iwo Jima.

## Vida
Antes de sua ascensão ao Trono do Crisântemo, seu nome pessoal era Tokohito. Também era conhecido como Kotohito.
Seu pai era o Imperador Takakura. Sua mãe, Taira no Tokuko (平 徳 子), segunda filha de Taira no Kiyomori, foi mais tarde chamada de Imperatriz Kenrei (建 礼 门 院, Kenrei-mon In).
Antoku foi nomeado príncipe herdeiro com cerca de um mês de idade. Ele subiu ao trono com um ano de idade. Naturalmente, não tinha nenhum poder real, mas este estava concentrado nas mãos de seu avô Taira no Kiyomori que governou em seu nome, embora não oficialmente, como  Sesshō (regente). 
Em 1180, no 12 º ano do reinado de  Takakura, este foi forçado a abdicar por Kiyomori; e a sucessão foi dada a seu filho Tokohito, neto de Kiyomori. Pouco tempo depois, o Imperador Antoku ascendeu ao trono.
No ano de sua entronização, a capital foi transferida para Kōbe (Fukuhara-kyō), na Província de Hyōgo, mas logo voltou para Quioto (Heian-kyō).
Em 1183, quando Minamoto no Yoshinaka entrou na capital, o clã Taira fugiu com o jovem imperador e os  tesouros sagrados para Yashima atual Takamatsu, na província de Kagawa). Neste momento Go-Toba é proclamado imperador pelo clã Minamoto (Genji); e, conseqüentemente, passam a ter dois imperadores proclamados, uma vivia em Quioto e outro (Antoku) em fuga para o sul com os Taira, que acabaram sendo derrotados na Batalha de Yashima; mas o Imperador Antoku e os Tesouros, junto com a maioria dos Taira conseguiram fugir novamente para Dan-no-Ura, no Estreito de Shimonoseki, entre Kyushu e Honshu.
Em 1185 Os clãs Taira e Minamoto entraram em confronto na Batalha de Dan no Ura
O Taira foram derrotados. A avó de Antoku, Taira no Tokiko, a viúva de Kiyomori, afogou-se, juntamente com o jovem imperador. Sua mãe também se afogou, mas, aparentemente, de acordo com o ( Heike Monogatari), ela foi puxada para fora com um ancinho por seu longo cabelo. Segundo a lenda, o espelho sagrado Yata no Kagami e a  espada sagrada Kusanagi (dois dos três  tesouros sagrados) caíram no fundo do mar, e embora o espelho tenha sido recuperado, a espada foi perdida. 
Após seu afogamento, a fim de lamentar o ocorrido e aplacar qualquer espíritos inquietos, o Amidaji Goeidō foi construído. A Agência da Casa Imperial considera Amida-ji no misasagi (阿 弥陀寺 陵), perto de santuário Akama como o túmulo de Antoku.
A história do imperador Antoku e da família de sua mãe tornaram-se um dos poema épico do Período Kamakura  O conto dos Heike' (Heike é uma leitura alternativa do Kanji para "Casa dos Taira").

## Daijō-kan
- Sesshō, Konoe Motomichi [4]
- Nadaijin, Taira no Munemori [4]